# Obiektyw Chevaliera

Schemat obiektywu

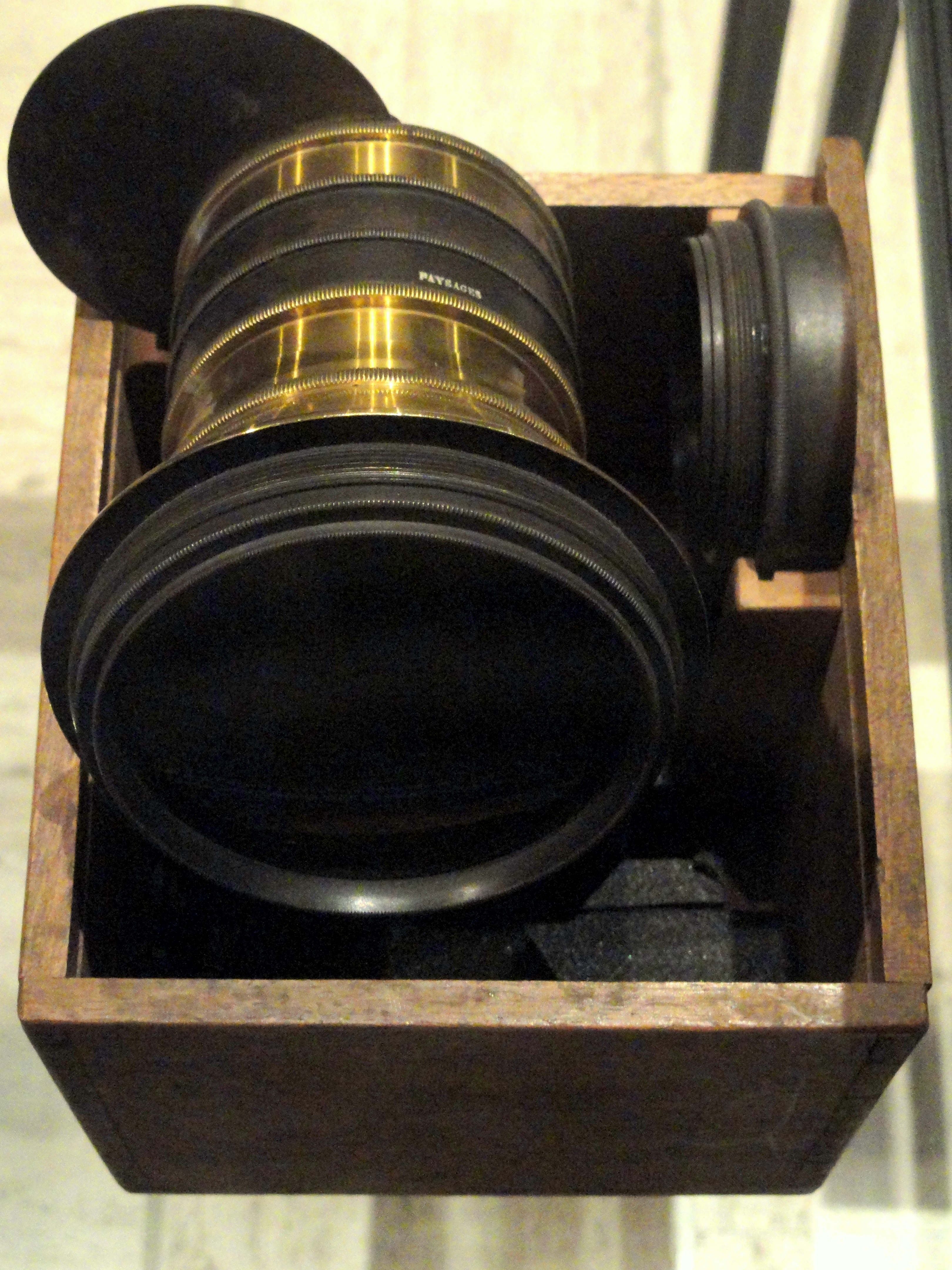
Obiektyw Chevaliera w Muzeum Nicéphore'a Niépce'a

Obiektyw Chevaliera, francuski obiektyw pejzażowy – jeden z pierwszych obiektywów fotograficznych, został opracowany przez Charles’a Chevaliera przy współpracy z firmą Lerebours et Secretin w 1839 roku. Obiektyw był nieco zmodyfikowanym dubletem achromatycznym używanym już wcześniej w dagerotypii.
Tak jak w przypadku innych achromatów, zewnętrzna soczewka dwuwklęsła była wykonana z flintu, a wewnętrzna – z kronu. Apertura umieszczona była przed zewnętrznym elementem obiektywu. Typowa jasność wynosiła f/15 – obiektyw ten był więc niewiele jaśniejszy od typowego obiektywu używanego do dagerotypii o aperturze f/16 (spotykano także jaśniejsze obiektywy tego typu o przesłonie f/12).
Ogniskowa obiektywu wynosiła ok. 38 cm, średnica ok. 8,9 cm, co pozwalało na otrzymywanie obrazu na płycie o wymiarach 16×22 cm. W Wielkiej Brytanii zostało to przeliczone na 6,5×8,5 cala i rozmiar ten, znany jako whole-plate, jest używany w fotografii wielkoformatowej do dziś.
Niektóre właściwości obiektywu Chevaliera wynikały z ograniczeń, jakie narzucała jakość wytwarzanego wówczas szkła optycznego. Obiektyw wprowadzał pewne dystorsje i miał widoczną podłużną aberrację chromatyczną, ale był bardzo prosty i niedrogi w wykonaniu i, jak na tak prostą konstrukcję, dawał wystarczająco dobry obraz.
Opracowany przez Chevaliera obiektyw był jedynie nieco zmienioną formą dubletu achromatycznego znanego od blisko 85 lat i jako taki nie był chroniony żadną formą patentu. Bardzo szybko został skopiowany i był produkowany w wielu krajach. Zazwyczaj znany był po prostu jako „francuski obiektyw pejzażowy”, nie wspominając dokładnie, kto go opracował, ale w wyraźny sposób sugerując jego pochodzenie.